# ヘクター・ベラスケス (野球)
- エクトル・ベラスケス

ヘクター・ベラスケス・アギラル（Héctor Velázquez Aguilar, 1988年11月26日 - ）は、メキシコのソノラ州シウダ・オブレゴン出身のプロ野球選手（投手）。右投右打。メキシカンリーグのモンクローバ・スティーラーズ所属。

## 経歴

### メキシカンリーグ時代
2010年にメキシカンリーグのカンペチェ・パイレーツでプロ生活をスタートさせる。この年は29試合（先発14試合）に登板して6勝4敗、防御率2.93、50奪三振を記録した。
2011年は5試合に先発登板して1勝1敗、防御率4.71、20奪三振を記録した。
2012年は19試合に先発登板して11勝7敗、防御率4.40、79奪三振を記録した。
2013年は22試合に先発登板して2勝0敗、防御率4.19、91奪三振を記録した。
2014年は21試合に先発登板して11勝7敗、防御率4.10、98奪三振を記録した。
2015年は18試合（先発17試合）に登板して6勝4敗、防御率4.44、70奪三振を記録した。
2016年はモンクローバ・スティーラーズへ移籍し、22試合に先発登板して5勝1敗、防御率2.47、120奪三振を記録した。

### レッドソックス時代
2017年2月18日、ボストン・レッドソックスが所属球団から契約を購入する形でベラスケスの獲得を発表した。シーズンでは開幕を傘下のAAA級ポータケット・レッドソックスで迎え、5月18日にメジャー契約を結んでアクティブ・ロースター入りした。同日のオークランド・アスレチックス戦にて先発でメジャーデビューするも、5回6失点で敗戦投手となった。
2018年は新しく監督になったアレックス・コーラのもと、スプリングトレーニングで活躍を見せたため、開幕25人枠に入り先発ローテーションにも入った。4月は2先発がありそのうち1つは勝利も挙げた。しかし4月の途中でリリーフに配置転換が行われ、5月もリリーフでの登板が中心となった。5月14日に腰部挫傷で故障者リストに入った。その時点での成績が10登板（2先発）で25回と2/3回を投げ、5勝0敗、防御率2.10だった。5月19日にリハビリのためにAAA級ポータケットに降格した。5月24日にメジャーに戻った。レギュラーシーズンでは47登板（8先発）で85回を投げ、7勝2敗、防御率3.18だったが、ポストシーズンのロースターには入らなかった。オフの10月29日に「2018日米野球」のMLB選抜に選出された。11月6日に訪日。原爆ドームを訪問した際には原子爆弾投下を嘲笑う内容をインスタグラムに投稿し、物議を醸した。
2019年は34試合（8先発）に登板したが1勝にとどまった。
2020年3月5日にコリン・マクヒューの加入に伴ってDFAとなった。

### オリオールズ傘下時代
2020年3月8日にウェイバー公示を経てボルチモア・オリオールズへ移籍した。7月24日に40人枠を外れ、マイナー契約となった。

### アストロズ傘下時代
2020年7月29日に後日発表選手とのトレードで、ヒューストン・アストロズへ移籍した。
2021年は傘下AAA級シュガーランド・スキーターズで開幕を迎えた。14試合に登板、1勝1敗1セーブ、防御率1.46の成績を残していたが、7月14日にFAとなった。

### メキシカンリーグ復帰
2021年7月15日にメキシカンリーグのモンクローバ・スティーラーズに5年ぶりに復帰した。また、7月3日に2020年東京オリンピック本戦の野球メキシコ代表に選出されたが、COVID-19の検査で陽性反応を示したため、代表から外れた。

## 詳細情報

### 年度別投手成績
| 年 度    | 球 団    | 登 板 | 先 発 | 完 投 | 完 封 | 無 四 球 | 勝 利 | 敗 戦 | セ 丨 ブ | ホ 丨 ル ド | 勝 率 | 打 者 | 投 球 回 | 被 安 打 | 被 本 塁 打 | 与 四 球 | 敬 遠 | 与 死 球 | 奪 三 振 | 暴 投 | ボ 丨 ク | 失 点 | 自 責 点 | 防 御 率 | W H I P |
| -------- | -------- | ----- | ----- | ----- | ----- | -------- | ----- | ----- | -------- | ----------- | ----- | ----- | -------- | -------- | ----------- | -------- | ----- | -------- | -------- | ----- | -------- | ----- | -------- | -------- | ------- |
| 2017     | BOS      | 8     | 3     | 0     | 0     | 0        | 3     | 1     | 0        | 0           | .750  | 96    | 24.2     | 21       | 4           | 7        | 0     | 0        | 19       | 0     | 0        | 8     | 8        | 2.92     | 1.14    |
| 2018     | BOS      | 47    | 8     | 0     | 0     | 0        | 7     | 2     | 0        | 3           | .778  | 370   | 85.0     | 97       | 7           | 26       | 1     | 7        | 53       | 4     | 0        | 35    | 30       | 3.18     | 1.45    |
| 2019     | BOS      | 34    | 8     | 0     | 0     | 0        | 1     | 4     | 0        | 1           | .200  | 247   | 56.1     | 58       | 7           | 28       | 0     | 3        | 49       | 2     | 0        | 40    | 34       | 5.43     | 1.53    |
| MLB：3年 | MLB：3年 | 89    | 19    | 0     | 0     | 0        | 11    | 7     | 0        | 4           | .611  | 713   | 166.0    | 176      | 18          | 61       | 1     | 10       | 121      | 6     | 0        | 83    | 72       | 3.90     | 1.43    |

- 2021年度シーズン終了時

### 年度別守備成績
| 年 度 | 球 団 | 投手（P） | 投手（P） | 投手（P） | 投手（P） | 投手（P） | 投手（P） |
| 年 度 | 球 団 | 試 合     | 刺 殺     | 補 殺     | 失 策     | 併 殺     | 守 備 率  |
| ----- | ----- | --------- | --------- | --------- | --------- | --------- | --------- |
| 2017  | BOS   | 8         | 2         | 2         | 0         | 0         | 1.000     |
| 2018  | BOS   | 47        | 6         | 9         | 1         | 3         | .938      |
| 2019  | BOS   | 34        | 4         | 5         | 1         | 0         | .900      |
| MLB   | MLB   | 89        | 12        | 16        | 2         | 3         | .933      |

- 2021年度シーズン終了時

### 背番号
- 76（2017年 - 2019年）